# 恋人たちの絆
『恋人たちの絆』 (GRIFFIN AND PHOENIX: A LOVE STORY) は、1976年のアメリカ製作によるTVドラマ。ピーター・フォーク主演。
日本では、1982年4月1日にNHK総合にて『残された日々』という題で初放送された。

## ストーリー
共に同じ末期癌に冒されながらも、ひょんなことから知り合い恋に落ちた男と女。迫り来る死という現実を恐れながらも、彼らはひたすら愛する事への情熱を燃やしつづける。別れのとき、先立った彼女の想いを胸に抱き自らもまた旅立つ覚悟を決める。
やがて時がたち、かつて二人が愛をかわした場所で、戯れで書いた落書きが、清掃員によって消されていく結末を通し、生きてゆくことへの賛歌、生命というものへの尊さ、人生観が強くメッセージされている。

## キャスト
※括弧内は日本語吹替（テレビ版）
- グリフィン：ピーター・フォーク（小池朝雄）
- フェニックス：ジル・クレイバーグ（小林千登勢）
- ジョージ：ジョン・レーン（塩見竜介）
- ジーン：ドロシー・トリスタン（檜よしえ）
- 老人：ジョージ・チャンドラー（大久保正信）

## スタッフ
- 監督：ダリル・デューク
- 製作：トニー・トーマス
- 脚本：ジョン・ヒル
- 撮影：リチャード・C・グローナー
- 音楽：ジョージ・アリソン・ティプトン